# Joana d'Arc (pel·lícula de 1999)

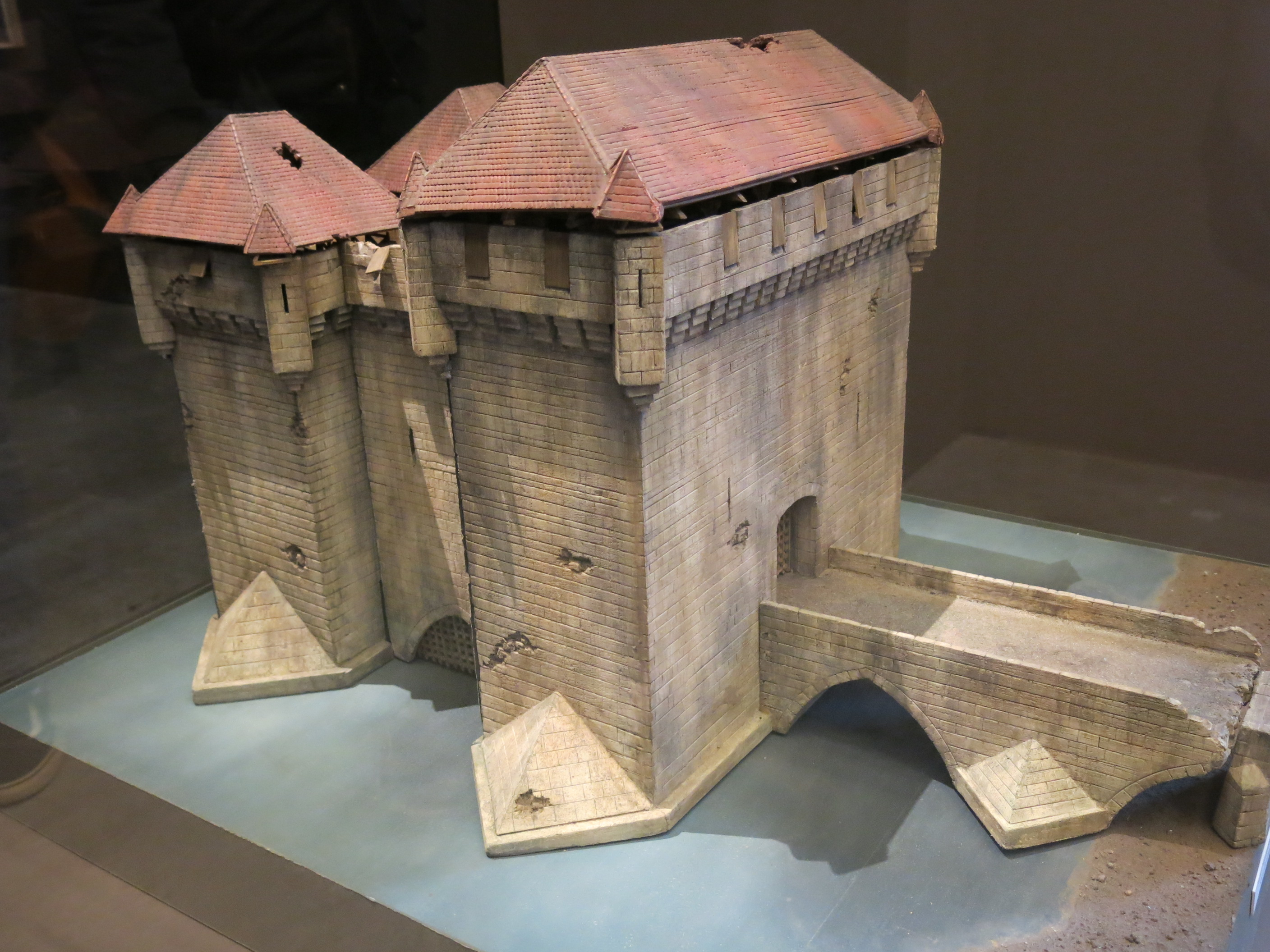
Maqueta del fort de les Tourelles del Setge d'Orléans (1428-1429)

Joana d'Arc(títol original: The Messenger: The Story of Joan of Arc) és una pel·lícula històrica pel·lícula franco-txeca escrita i dirigida per Luc Besson, estrenada el 1999. Ha estat doblada al català.

## Argument
La jove Joana d'Arc és una nena pietosa, devota, estimada i feliç al petit poble medieval pagès de Domrémy del ducat de Lorena fins que un destacament de soldats anglesos saqueja, massacra i crema el poble i els vilatans. La mare adorada de Joana l'amaga a un armari i fa un escut amb el seu cos. Joana és llavors el testimoni terrorífic, tetanitzat, impotent i traumatitzat de la massacre d'aquesta germana que adora, esventrada d'un cop d'espasa a continuació violada contra la porta de l'armari per un soldat anglès borratxo sota la mirada dels seus còmplices entaulats. Un fàstic visceral cap als anglesos s'instal·la llavors a la seva ànima. Li costa donar un sentit i a fer les coses entre aquesta prova traumatitzant, la seva imaginació fèrtil, la seva consciència, els seus discursos interiors, les seves pulsions de venjança, el seu amor de Déu i dels homes, els missatges de la Bíblia i les seves visions. Tot la convenç que Déu la encarrega de caçar els anglesos fora de França i de fer jurar el delfí Carles VII de França rei de França en la catedral de Reims.
La seva determinació comunicativa es suficient per galvanitzar els exèrcits i els senyors vassalls del rei de França i a fer fora els Anglesos de França. La Dinastia Valois aprofita de la notorietat de Joana d'Arc per legitimar de manera divina el jurament del delfí Carles VII de França, unificar França i desempallegar-se dels anglesos, abans d'abandonar aquesta heroïna que ja és una mica incòmoda. Serà abandonada als Borgonyons que la jutjaran herètica i després la vendran als anglesos.
Comença llavors el procés. Joana d'Arc està sola i dubta sobre certs episodis de la seva vida: són coincidències incertes que ha confós amb signes de Déu? Els anglesos la cremen viva el 30 de maig de 1431 a la plaça pública del Vell mercat de Rouen.

## Repartiment
- Milla Jovovich: Joana d'Arc
- John Malkovich: Carles VII de França
- Faye Dunaway: Iolanda d'Aragó
- Dustin Hoffman: La Consciència
- Andrew Birkin: John Talbot
- Vincent Cassel: Gilles de Rais
- Pascal Greggory: Joan II, Dud d'Alençon
- Richard Ridings: La Hire
- Desmond Harrington: Jean d'Aulon
- Timothy West: Pierre Cauchon
- Gina McKee: Duquessa de Bedford
- Tchéky Karyo: Jean de Dunois
- Joseph Malerba: Guàrdia

### Desenvolupament
El projecte va ser desenvolupat en un principi per la realitzadora Kathryn Bigelow, que portava anys amb les investigacions i treballava sobre un guió amb Jay Cocks. El film tenia llavors per títol Company of Angels. Luc Besson s'havia associat al projecte com a productor executiu, i tenia drets pel que fa al càsting del paper principal. Després d'un conflicte en aquest sentit, Besson, que desitjava imposar Milla Jovovich per interpretar Joana, va reprendre el projecte i el guió pel seu compte per dirigir el seu propi film. Bigelow va entaular un procés contra Besson, i l'afer es va resoldre de forma amistosa.
Besson va escollit l'anglès com la llengua principal del seu film: « l'any 1431, París és sota domini anglès des de fa 80 anys, els parisencs parlaven anglès des de feia tres generacions, com la meitat de França (...). Pel que fa a Joana, parla un patois de la Lorena (...). En aquest film precisament, trobo que la batalla de la llengua és una absurditat total. El que és important, és que es pugui comprendre el film i comprendre la seva emoció, la seva força. »
Destacar que l'observació de Luc Besson és errònia: en aquella època, és parla l'anglo-normand a l'altre costat de la Mànega, sobretot per l'aristocràcia anglesa. L'anglès només emergeix a poc a poc a partir del segle xiv a la vida pública anglesa i costa imaginar la meitat de la població francesa d'aquella època adoptant l'anglès en menys d'un segle.

### Càsting
Luc Besson retroba Milla Jovovich, la seva companya de l'època, que havia dirigit al Cinquè Element. Pel que fa a Tchéky Karyo, ja havia rodat a Nikita, estrenada l'any 1990.

### Rodatge

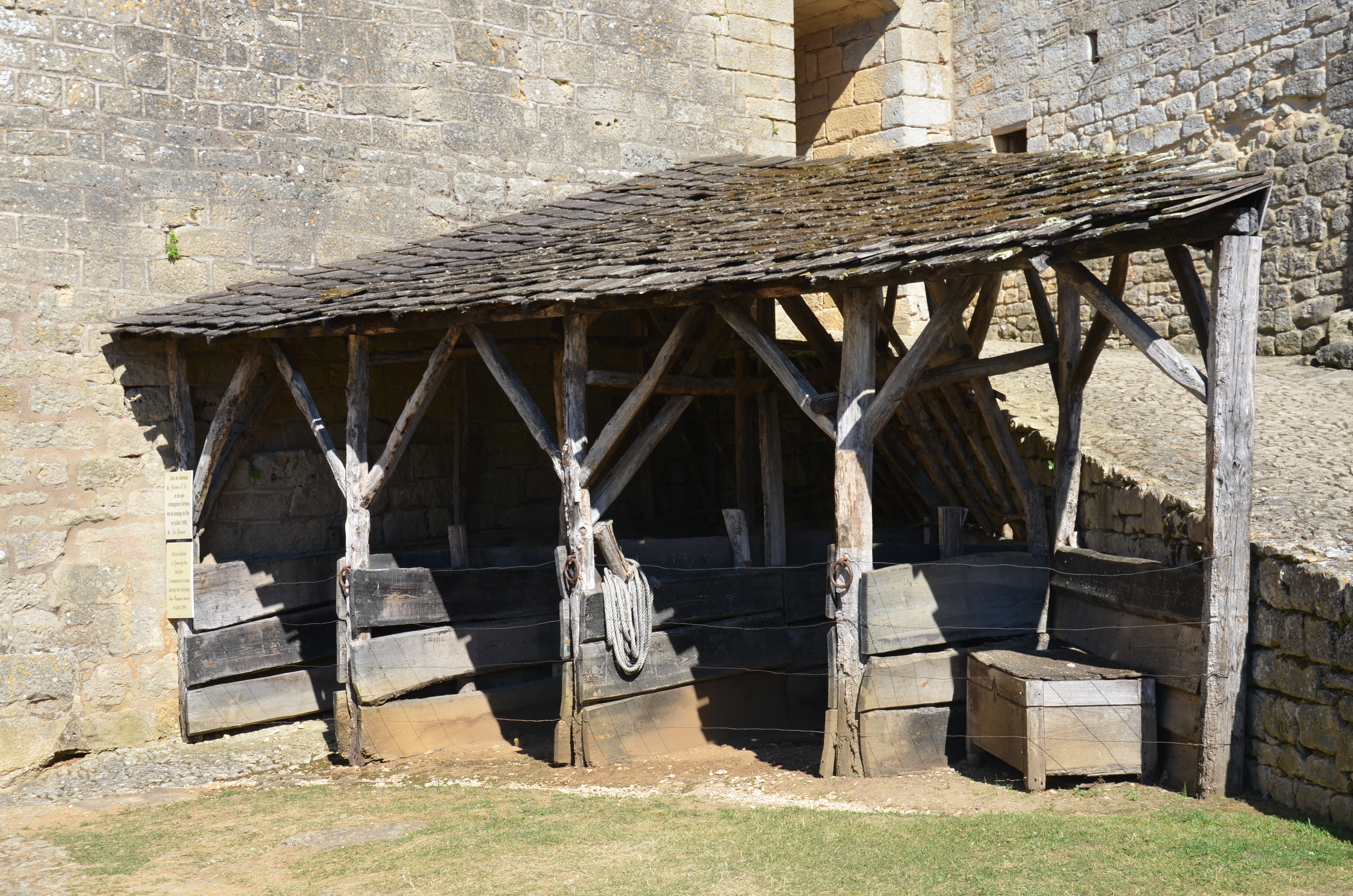
Aquestes quadres reconstruïdes al castell de Beynac han servit de decorat al film.

El rodatge ha tingut lloc entre la Dordogne, Sées a l'Adorna i la República Txeca (Bruntál, Egra, Razova). Després de la primera setmana, un extra txec va morir en un accident sobre l'escenari, cosa que va afectar l'ambient del rodatge.
El castell de Beynac va servir, en part, de decorat per a aquest film. L'escena del colofó del rei de França a la catedral Notre-Dame de Reims ha estat rodada a la catedral Notre-Dame de Sées.
Jan Kounen i Mathieu Kassovitz, socis de Luc Besson a la societat B12K, van assistir al rodatge del film i van contribuir al rodatge de les escenes de batalla.

## Premis i nominacions
Font: Internet Movie Database

### Premis
- Cèsar 2000: César al millor vestuari per a Catherine Leterrier i millor so per a Vincent Tulli, François Groult i Bruno Tarrière
- Premi Lumières 2000: millor film i millor realitzador per a Luc Besson
- Motion Picture Sound Editors 2000: premi Golden Reel al millor muntatge de so d'un film estranger

### Nominacions
- Premi Golden Trailer 1999: anunci més original
- Cèsar 2000: César a la millor pel·lícula, millor fotografia per a Thierry Arbogast, César al millor director per a Luc Besson, millor muntatge per a Sylvie Landra, millor música per a Éric Serra i millor decorat per a Hugues Tissandier
- Las Vegas Film Critics Society 2000: millors decorats per a Hugues Tissandier i millor vestuari per a Catherine Leterrier
- Premis Razzie 2000: pitjor actriu per a Milla Jovovich

### Mèdia
- Obres cinematogràfiques inspirades en Joana d'Arc.
  - Jeanne la Pucelle (1994) de Jacques Rivette amb Sandrine Bonnaire.
  - Procés de Jeanne d'Arc (1962) de Robert Bresson, els diàlegs de la qual són fidelment transcrits dels minuts del procés de 1431.
  - Joan of Arc (1999), telefilm dirigida per Christian Duguay amb Leelee Sobieski, Jacqueline Bisset i Powers Boothe.